# Hűséggel a Hazához
A Hűséggel a Hazához a magyarországi németek Magyarország-párti, Volksbund- és nemzetiszocializmus-ellenes szervezete volt a második világháború idején.

## Története
A mozgalom eredete egészen az 1930-as évekig nyúlik vissza. Ekkoriban több Németországból hazatérő beszervezett fiatal ügynök kezdte terjeszteni a nemzetiszocialista ideológiát. A Declaration címmel kiadott nyilatkozat, amely később Hűséggel a Hazához Mozgalom Nyilatkozata néven lett ismert, 1930-ban jelent meg a bonyhádi Raubitschek nyomdában. A nyilatkozatot 290 bonyhádi férfi írta alá, akik lefedték a teljes társadalmat, az aláírók közt értelmiségiek, tanárok, kereskedők, de egyszerű munkások és földművesek is szerepeltek.
A második világháborút megelőző időszak során a magyarországi svábok egy részének egyre ellenszenvesebb lett a Harmadik Birodalom által erőteljesen támogatott Volksbund tevékenysége. Annak agresszív német- és háborúpárti propagandatevékenységét, valamint később a Waffen-SS-be való toborzását sokan hazaáruló tevékenységként élték meg. A Magyarországhoz lojális németek Hűséggel a Hazához néven mozgalmat indított a német megszállók és a nácik ellen. 1942. január 25-én az Erdős Szállóban a németajkú magyarok kezdeményezésére dr. Perczel Béla nyugalmazott főispán, Bauer József apátplébános, dr. Krasznai István főszolgabíró, dr. Léhmann István orvos, Kunszt Heinrich, Gömbös Miklós és Thomka Gusztáv tanárok szervezésében alakult meg a Hűséggel a Hazához mozgalom. A szervezet egyik fellegvára a bonyhádi gimnázium lett, az értelmiségi tanárok hatására az ottani diákság számos alkalommal zavarta meg a volksbundista vezetők életét és agitációs tevékenységét, akiknek szintén Bonyhád volt az egyik központjuk.
Nekünk csak hazánk van, magyar haza, mely védelmet, otthont ad.
A tagjai a Volksbund ellensúlyozására, nemzeti identitásuk és anyanyelvük feladására is készek voltak a magyar hazához való ragaszkodásuk bizonyítékaképpen, többen a magyar nyelvű oktatást kérték saját gyermekeik számára. A nyilas hatalomátvétel után a mozgalmat betiltották, prominens tagjait üldözték, a tagokat megfélemlítették és zaklatták, ám sokan mégis kitartottak. Többek közt Perczel Béla egykori főispánit is elhurcolta a Gestapo. Ennek ellenére a világháború után a hűségmozgalom több tagjára is kitelepítés várt, különösen a szovjet hadsereg emberei hagyták figyelmen kívül a náciellenes németekre kevésbé vonatkozó előírásokat. A szocialista rendszer történetírása később a mozgalom szerepét erősen átértelmezte, és a magyar nacionalista jellege helyett egy antifasiszta-szocialista szerveződésként tüntette fel, amelyet a felszabadulás és a népi demokratikus forradalom előfutárának tekintett. Azóta a mozgalom jelentőségének megítélése és kutatása objektívebb módon zajlik. 

## Utóélete
A mozgalom egykori központja, Bonyhád városa a szocializmus utáni új címerében mottójának választotta az egykori hazafias mozgalom nevét.